# 苗栗監理站
苗栗監理站為中華民國交通部公路局成立的公路監理站，成立于1942年。该站位於苗栗市福麗里福麗98號，隸屬於交通部公路局新竹區監理所。现任站長為蘇淑賢。

## 組織
- 站長
  - 副站長
    - 第一股：車輛業務服務
    - 第二股：駕駛人業務服務
    - 第三股：運輸業管理服務
    - 第四股：違規業務服務
    - 第五股：庶務管理服務[2]